# Макунайте, Альбина Ионовна
Альбина Ионовна Макунайте (латыш. Albina Makūnaitė; 1 апреля 1926, Падайнупис близ Каунаса — 26 мая 2001, Вильнюс) —
литовская и советская художница, книжный иллюстратор, график. Член Союза художников СССР. Народный художник Литовской ССР (1986), лауреат Государственной премии Литовской ССР (1966).

## Биография

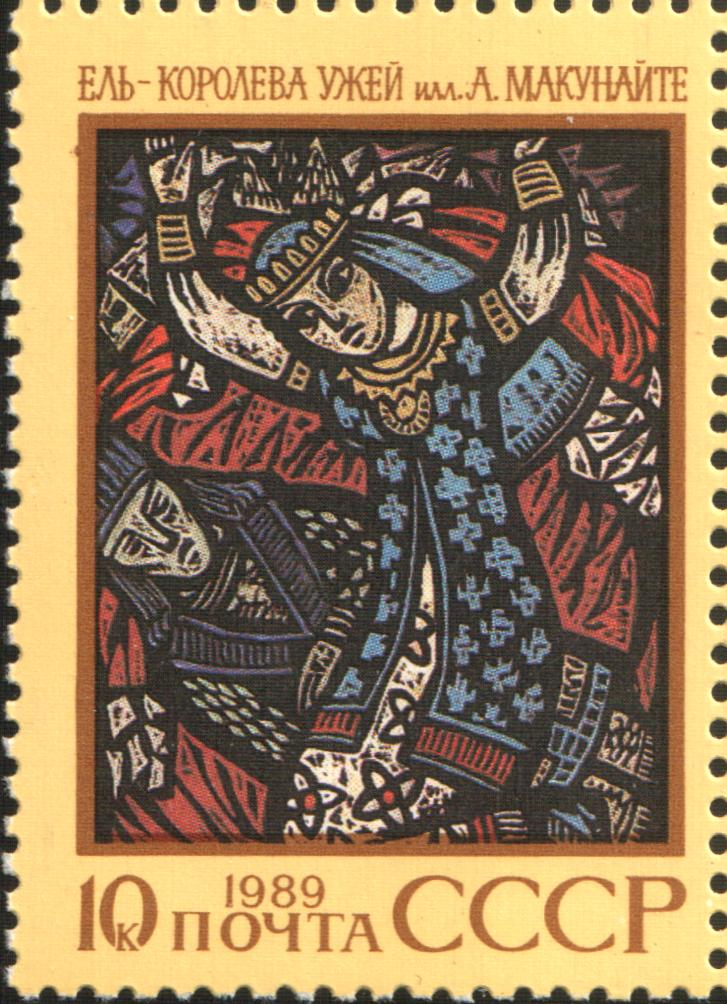
Почтовая марка СССР. Ель — королева ужей, литовский эпос. Макунайте А.

Училась в Каунасском институте прикладного и декоративного искусства (1944-50) у Антанаса Кучаса. С 1950 года — участник выставок в Литве и за рубежом, провела персональные выставки в 1964 году в Москве и Ереване, в 1965—1966 гг. в Польше, в 1967 году в Белграде и др.
Работы Макунайте выставлялись во многих странах мира: Германии, Франции, России, Словакии, Польше, Финляндии, Чехии, Венгрии, Японии и др. На выставках и конкурсах её произведения, особенно книжные иллюстрации, были получили ряд наград.
Похоронена на Антакальнисском кладбище.